# Glaucidium mooreorum
Пестроголовый сычик (Glaucidium mooreorum (лат.)) — птица семейства совиных. Вид был обнаружен более 19 лет назад, но описан только в 2002 году бразильским орнитологом Х. М. Кардозо да Сильва и его коллегами из Международного союза охраны природы (МСОП). 
Является эндемиком штата Пернамбуку, находящегося на востоке Бразилии. Видовое латинское название вид получил в честь основателя корпорации «Intel» Г. Мура, который в 2001 году пожертвовал 261 млн долларов на нужды МСОП. Популяция составляет менее 50 взрослых птиц. Внесён в список редких и нуждающихся в охране видов МСОП.

## Описание
Размер птицы около 13 см, вес — 51 грамм. Оперение коричневого цвета с белыми пятнами и полосами на лице и груди, воротник и нижняя часть тела белые, хвост тёмно-коричневый с белыми пятнами на каждом пере. Радужная оболочка глаз жёлтая, клюв зеленовато-жёлтый, ноги и пальцы оранжево-жёлтые. Мужские и женские особи внешне схожи. Песня представляет собой короткие позывы из 5–7 нот, период активного пения приходится на сезон дождей в апреле–мае. Питается крупными цикадами.